# Орнитодезмус
Орнитодезмус је био врста диносауруса из доње креде.

## Опис
Овај летећи гмизавац је имао широк пачји кљун који је изгледао масивно, али је заправо био лаган. Оно што га је чинило лаганим је то што је био причвршћен за лобању узаном коштаном преградом. На врху кљуна имао је кратке, али ефикасне зубе. Распон крила му је износио максимално до 5 m.

## Исхрана
Кљун какав је имао, снабдевен зубима указује да се хранио рибом. Због грађе кљуна, претпоставља се да ју је ловио у мутној води где је корисније чуло додира од чула вида.

## Фосилни налази
Фосили ове животиње су пронађени у Енглеској.